# Трампе, Фредерик
Граф Фредерик Кристофер Трампе (дат. Frederik Christopher, greve af Trampe; 19 июня 1779[…], Krabbesholm, Центральная Ютландия — 18 июля 1832[…], Тронхейм, Тронхейм) — юрист и государственный деятель Датско-норвежской унии. Стифтамтман Исландии (1806—1810), затем Тронхейма (1810—1832). Родоначальник норвежско-шведской линии графов Трампе.

## Биография

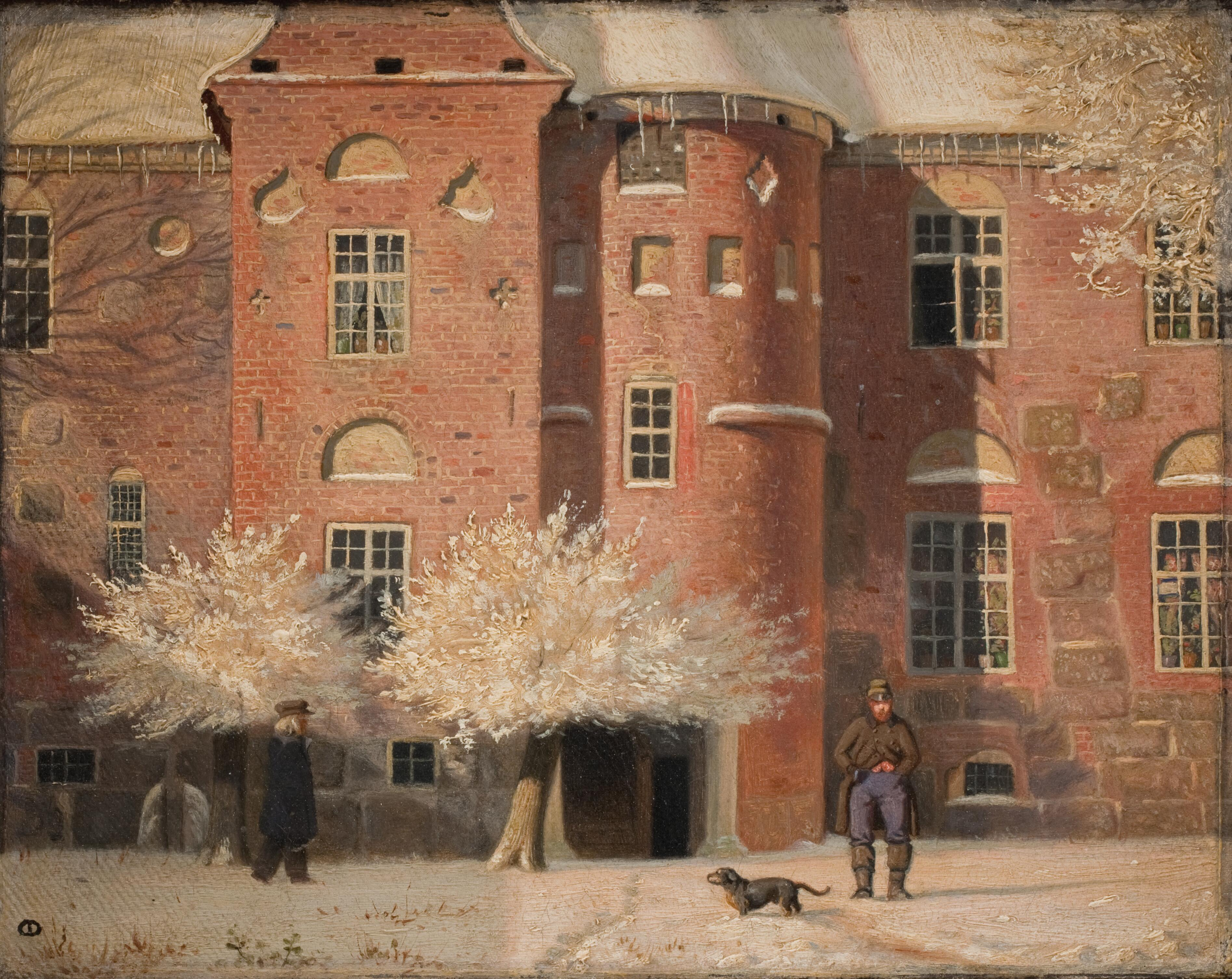
Усадьба Краббесхольм (Скиве). Художник Кристен Дальсгор

Родился 19 июня 1779 года в усадьбе Краббесхольм в Скиве в херреде Хиннборг в амте Виборг.
Является представителем древнего рода померанского происхождения. В 1736 году Трампе стали графами Священной Римской империи, в 1746 году — графами Дании. Сын майора графа Адама Фредерика Трампе (1750—1807), владельца поместья Лёгисмосе и Гертруд Хофман де Поульсон (Gertrud Hofman de Poulson; 1746—1815). У него было две старших сестры: Клара Шарлотта Фанни (Clara Charlotte Fanny; 1774—1852) и Амалия Хедевиг (Amalie Hedevig; 1776—1840), а также младший брат Йенс Поульсон (Jens Poulson; 1783—1827).
В 1794 году окончил школу в Оденсе. В том же году поступил в Копенгагенский университет. В 1795 году был стажёром в Датской канцелярии. В 1798 году получил степень candidatus juris (cand.jur.) по праву.
С 1800 года был заместителем члена ландстинга островов Лолланн и Фальстер, который заседал в Марибо.
В 1801 году поступил в Кильский университет, где в 1804 году получил степень доктора права (dr.jur.).
В 1801—1804 годах служил капитаном полка ландвера.
В 1804 году назначен амтманом Западного амта Исландии, в 1806 году — стифтамтманом Исландии и одновременно амтманом Южного амта и сислы Скафтафедль. Первые годы управления Трампе были мирными, но в 1807 году началась англо-датская война, сопровождавшаяся рейдами британского флота и блокадой материка, что также повлияло на судоходство в Исландии, на Фарерских островах и в Гренландии.
В 1808 году назначен камергером короля Фредерика VI.
В июне 1809 года авантюрист Йёрген Йёргенсен провозгласил себя правителем Исландии. Трампе всё ещё находился в Норвегии и был арестован, когда вернулся в Исландию 25 июня. 22 августа Александр Джонс, капитан 18-пушечного шлюпа Talbot Королевского военно-морского флота Великобритании, прибывшего в Рейкьявик, вернул власть графу Трампе. На шлюпе Talbot Трампе отплыл в Лондон, где подал жалобу британскому правительству о случившемся. Было решено, что Исландия, Фарерские острова и Гренландия будут считаться нейтральными и принадлежащими дружественному государству. Одновременно Трампе приобрёл связи и друзей в Великобритании.

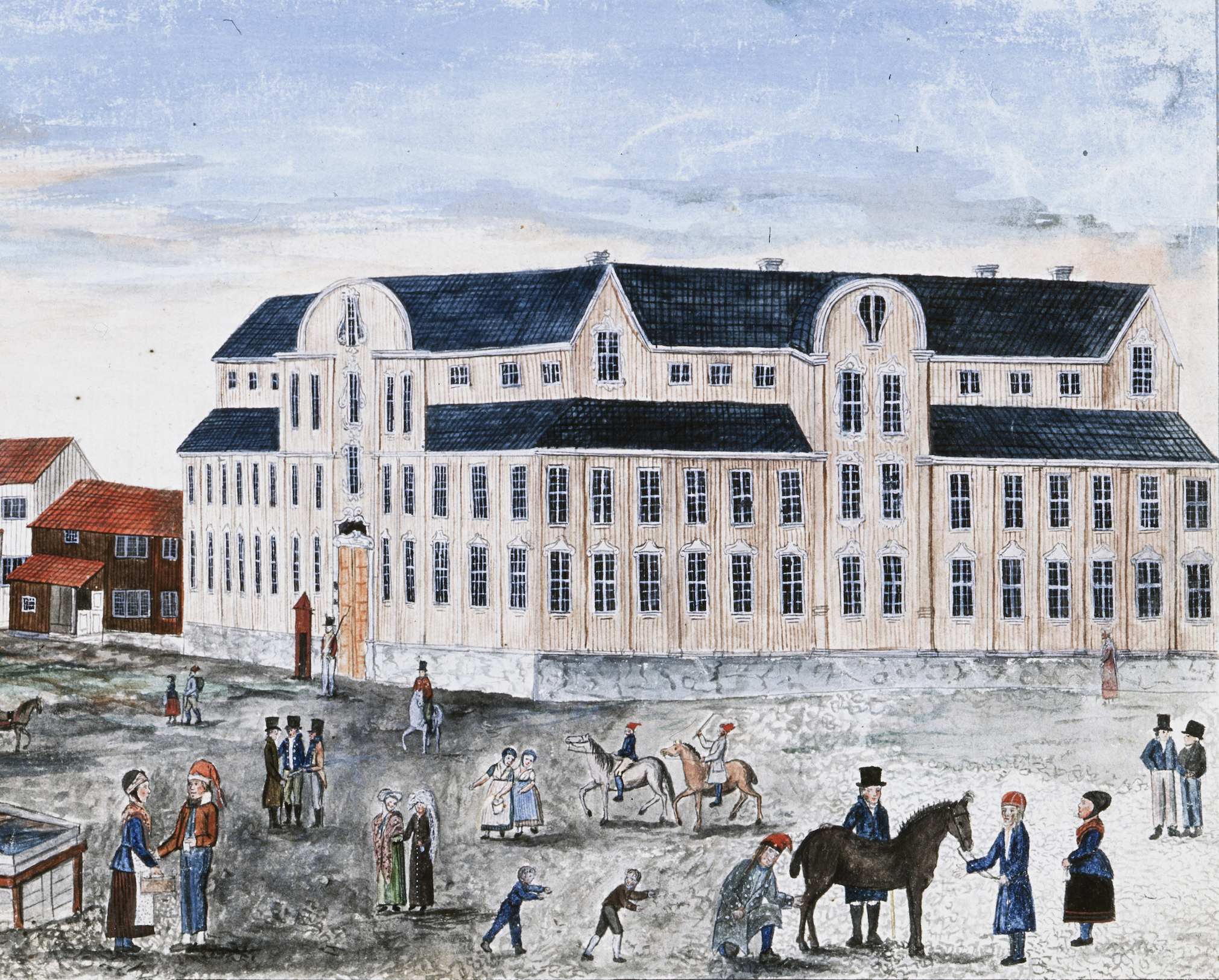
Дворец «Гармония (здание)» на центральной площади Торвет в Тронхейме

В 1810 году назначен стифтамтманом Тронхейма, который в то время включал всю Норвегию к северу от Суннмёре, и одновременно амтманом Южного Тронхейма.
В 1811 году он стал членом Королевского норвежского научного общества, основанного в 1760 году в Тронхейме. В том же году стал рыцарем ордена Данеброг.
Из-за наполеоновских войн в Норвегии возник дефицит, возникла необходимость в государственном снабжении. Его организация и реализация испортила отношения Трампе со старым генералом Георгом Фредериком фон Крогом (1732–1818), находившимся в доверии у короля Фредерика VI и бывшим своего рода вице-королём Северной Норвегии. Благодаря вмешательству фон Крога в 1812 году Трампе был отозван в Копенгаген.
В 1813 году принц Кристиан Фредерик был назначен статхолдером Норвегии. Трампе сопровождал принца. В январе 1814 года фон Крог был отправлен в отставку и Трампе вернулся к обязанностям стифтамтмана Тронхейма.
Трампе сохранил пост после передачи Норвегии под управление королю Швеции по историческому договору, заключённому в ночь с 14 на 15 января 1814 года в городе Киле. В 1818 году стал рыцарем шведского ордена Полярной звезды, в 1825 году — командором того же ордена.
Трампе жил в принадлежащем тестю деревянном дворце на центральной площади Торвет Тронхейма и устраивал там большие приёмы. В 1825 году здание продано джентльменскому клубу «Гармония». Трампе участвовал в Драматическом обществе (норв. Det Dramatiske Selskab). Вместе с женой унаследовал загородное поместье Ротволль к востоку от Тронхейма, где провёл большую часть своих последних лет. 
Умер в своём поместье 18 июля 1832 года. Похоронен с женой на кладбище церкви Ладе.

## Личная жизнь

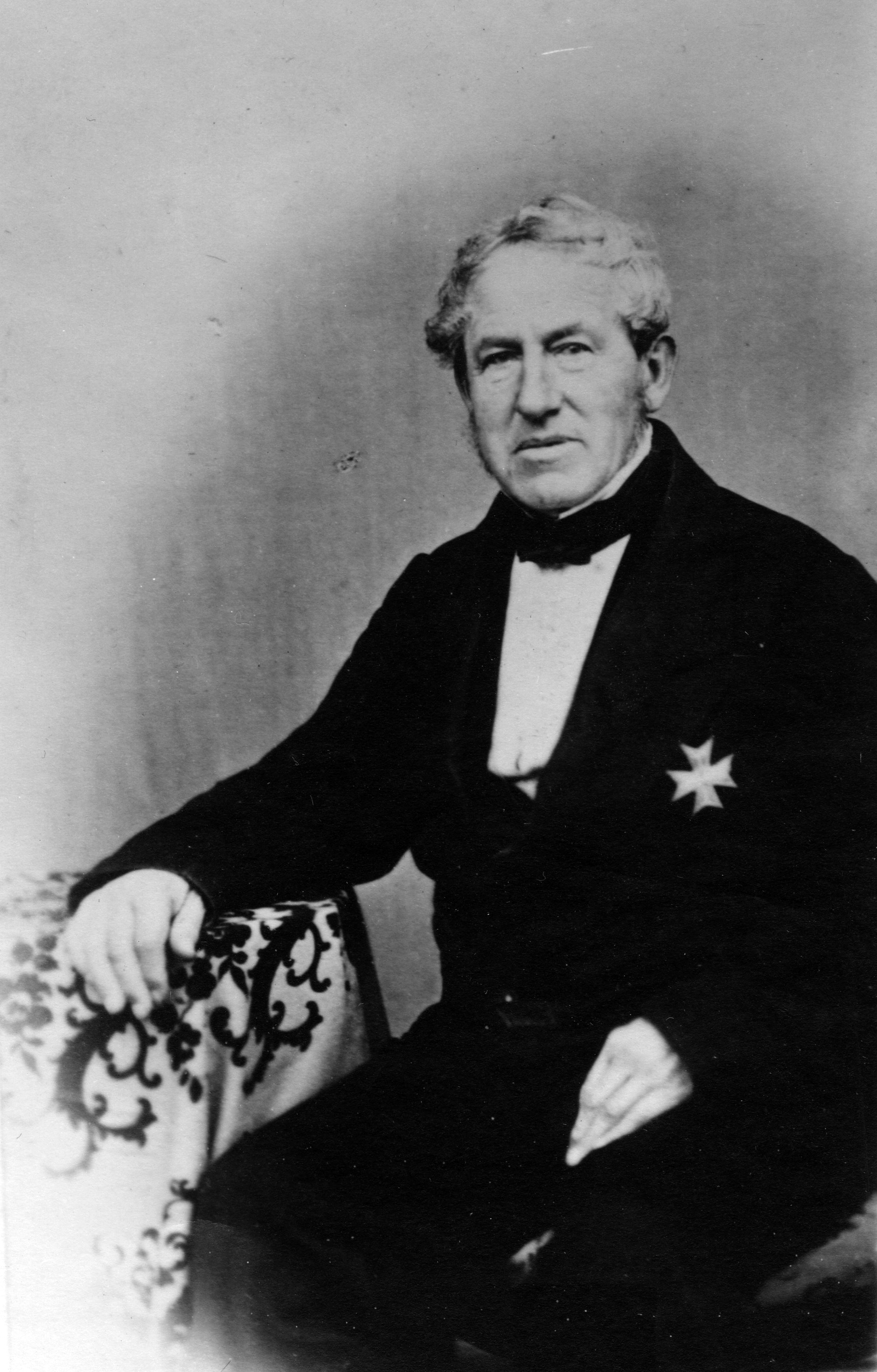
Граф Трампе, Адам Йохан Фредерик Поульсен (1798—1876), амтман Нурланна (1829–1833), затем амтман Северный Тронхейм (1833—1857)

В возрасте 18 лет, 26 октября 1797 года в церкви Токсвер в херреде Хаммер амта Престё женился на 33-летней баронессе Софии Фредерикке Генрих (Sophie Frederikke Heinrich; 1764—1807), дочери полевого хирурга, конференц-советника Йохана Фридриха Генриха (1730—1808), владельца поместья Спарресхольм. Для баронессы это был второй брак. 11 июня 1783 года она вышла за получившего месяцем ранее титул барона Генриха фон Больтена (1734—1790), разбогатевшего на торговле во время войны за независимость США и обанкротившегося после Версальского мира 1783 года. В 1786 году её брак был расторгнут.
В браке родились дети: Адам Йохан Фредерик Поульсен (1798—1876) и Йенс Эрик Поульсен (Jens Erik Poulsen; 1799—1857). Брак рассторгнут 1 ноября 1803 года.
В возрасте 28 лет, 8 мая 1808 года в Копенгагене женился на 18-летней Анне Доротее («Тее») (Anna Dorothea Colbjørnsen; 1792—1808), дочери председателя Верховного суда Якоба Эдварда Колбьёрнсена (1744—1802) и племяннице Кристиана Колбьёрнсена (1749—1814), ставшего председателем после смерти родного брата. Анна Доротея скончалась вскоре, 13 октября в Норвегии во время пути в Исландию. Похоронена на кладбище церкви Йерпен, принадлежащей семье Лёвеншёльдов, в амте Братсберг.

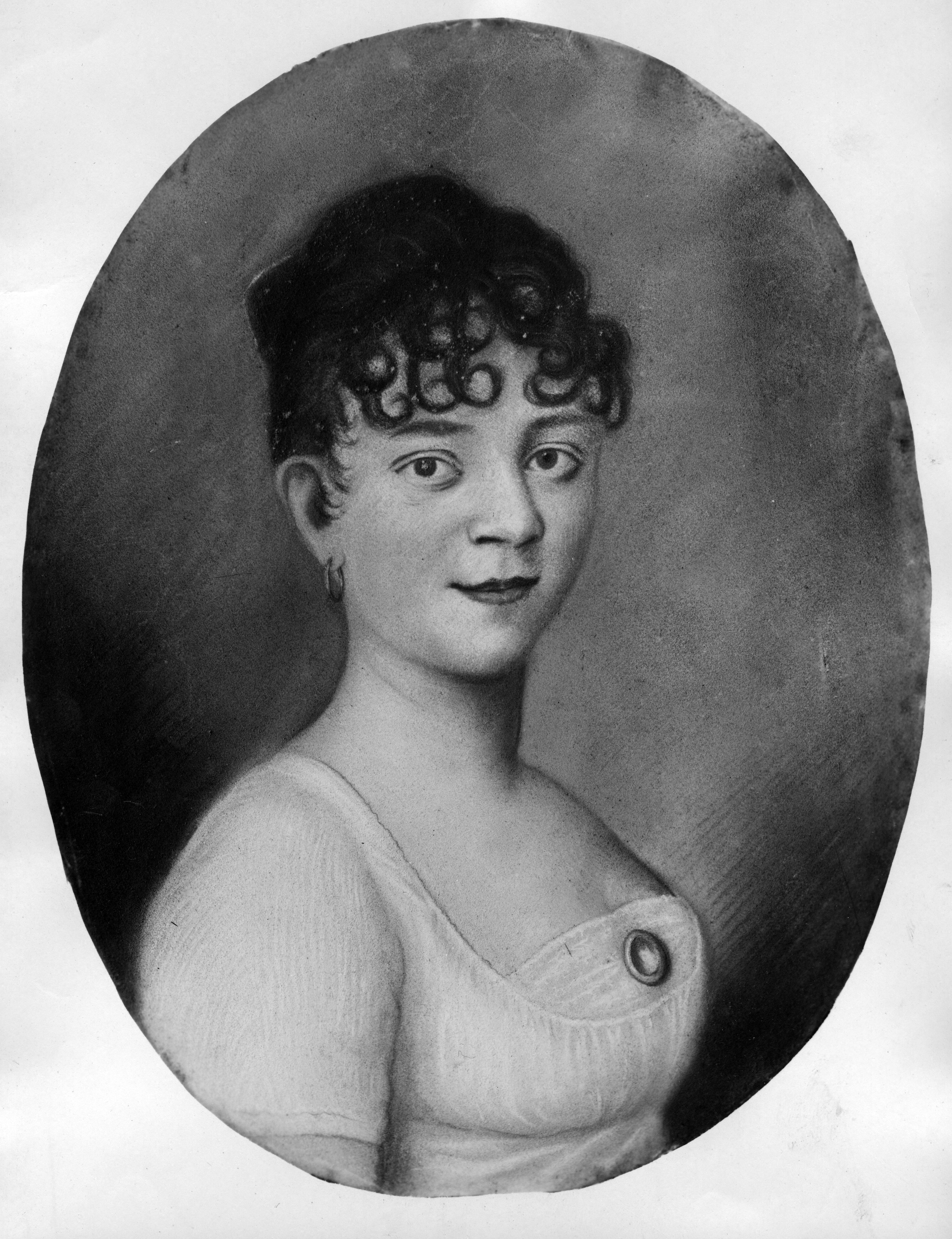
Рейхсграфиня Амалия Ульрика фон Шметтов (1791—1856)

В возрасте 31 года, 20 декабря 1810 года в Тронхейме женился на 19-летней рейхсграфине Амалии Ульрике (Amalie Ulricha; 1791—1856), дочери генерал-лейтенанта Карла фон Шметтова (1744—1821), одного из видных людей Тронхейма.
В браке родились две дочери и два сына: Катрина Гертруд Хофман (Cathrine Gertrud (Stinken) Hofman; 1812—1857), Каролина Вальдемара Шметтау (Caroline Waldemare (Liska) Schmettau; 1814—1856), Карл Вальдемар (Carl Valdemar; 1816—1829) и Эдуард Колбьёрнсен (Eduard Colbjørnsen; 1818—1885).
Старший сын Адам Йохан Фредерик Поульсен Трампе (1798—1876) стал амтманом Нурланна (1829–1833), затем амтманом Северного Тронхейма (с 1918 года — фюльке Нур-Трёнделаг) (1833—1857). В Норвегии этот род угас, но сохранившаяся шведская ветвь берёт свое начало от другого сына стифтамтмана.